# María Isabel Ulloa
María Isabel Ulloa (Cali; 1983) es una abogada y política colombiana. Fue la viceministra de Minas del gobierno de Juan Manuel Santos.

## Biografía
Ulloa es familiar de María Isabel Cruz quien fue senadora de la República. Es abogada de la Universidad de los Andes, con maestría en administración pública de la Universidad de Nueva York. Fue asesora de despacho del Ministerio de Hacienda durante el segundo gobierno del presidente Álvaro Uribe Vélez, primero con Alberto Carrasquilla y luego con Óscar Iván Zuluaga.
En el gobierno del presidente Juan Manuel Santos Calderón se desempeñó como secretaria privada del secretario general de la Presidencia Federico Rengifo.  También trabajó en el Ministerio de Minas y Energía donde fue secretaria privada del exministro Federico Renjifo, y estuvo involucrada en el desarrollo de varios de los lineamientos de la política minera.
Fue coordinadora del grupo de Regalías de Minhacienda, cargo en el que se ocupó de implementar las funciones designadas al Ministerio relacionadas con el Sistema General de Regalías. En octubre de 2014, el nuevo ministro de Minas Tomás González la nombró viceministra de Minas.